# Imidazolidina
L'imidazolidina è un composto eterociclico organico penta-atomico che presenta nella struttura due ammine secondarie. Rappresenta la forma satura dell'imidazolo; è infatti possibile ottenere l'imidazolidina attraverso la progressiva riduzione dell'anello imidazolico: